# Ficopomatus uschakovi
Ficopomatus uschakovi is een borstelworm uit de familie van de kalkkokerwormen (Serpulidae). Het lichaam van de worm bestaat uit een kop, een cilindrisch, gesegmenteerd lichaam en een staartstukje. De kop bestaat uit een prostomium (gedeelte voor de mondopening) en een peristomium (gedeelte rond de mond) en draagt gepaarde aanhangsels (palpen, antennen en cirri). Ficopomatus uschakovi werd in 1960 voor het eerst wetenschappelijk beschreven door Pillai.

## Verspreiding
Ficopomatus uschakovi is inheems in de Indo-Pacifische regio, waaronder de Salomonseilanden, Noord-Australië, de Filipijnen, Brunei en India. Het werd geïntroduceerd in West-Afrika, Brazilië, Venezuela, Pacific Mexcio en het zuidoosten van de Verenigde Staten. Het scheidt een kalkhoudende buis af en is te vinden op harde oppervlakken zoals rotsen, mangroven, schelpen, hout, palen en drijvers. Deze soort heeft het potentieel om scheepsrompen, navigatiestructuren en energiecentrales te vervuilen. Hoewel er in Nigeria en Brazilië overvloedige lokale populaties zijn gemeld, zijn er geen ecologische of economische effecten beschreven.